# Conrad Williams
Pour les articles homonymes, voir Williams.
Conrad Williams (né le 20 mars 1982 à Kingston, Jamaïque) est un athlète britannique spécialiste du 400 mètres.

## Biographie
Sélectionné dans l'équipe de Grande-Bretagne lors des Championnats du monde de 2009 à Berlin, il remporte, en tant que premier relayeur, la médaille d'argent du relais 4 × 400 m aux côtés de Michael Bingham, Robert Tobin et Martyn Rooney. L'équipe britannique établit en 3 min 00 s 53 son meilleur temps de la saison mais est devancée de plus de deux secondes par les États-Unis.
Son meilleur temps sur 400 mètres en plein air est de 45 s 45, réalisé le 12 juin 2010 à Genève.

## Palmarès
| Date | Compétition                       | Lieu        | Résultat | Discipline | Temps         |
| ---- | --------------------------------- | ----------- | -------- | ---------- | ------------- |
| 2009 | Championnats du monde             | Berlin      | 2e       | 4 × 400 m  | 3 min 0 s 53  |
| 2010 | Championnats du monde en salle    | Doha        | 3e       | 4 × 400 m  | 3 min 7 s 52  |
| 2010 | Championnats d'Europe             | Barcelone   | 2e       | 4 × 400 m  | 3 min 2 s 25  |
| 2010 | Jeux du Commonwealth              | Doha        | 3e       | 4 × 400 m  | 3 min 3 s 97  |
| 2012 | Championnats du monde en salle    | Istanbul    | 2e       | 4 × 400 m  |               |
| 2012 | Championnats d'Europe             | Helsinki    | 2e       | 4 × 400 m  |               |
| 2013 | Championnats d'Europe par équipes | Gateshead   | 1er      | 4 × 400 m  | 3 min 5 s 37  |
| 2014 | Championnats du monde en salle    | Sopot       | 2e       | 4 × 400 m  | 3 min 3 s 49  |
| 2014 | Relais mondiaux de l'IAAF         | Nassau      | 4e       | 4 × 400 m  | 3 min 0 s 32  |
| 2014 | Jeux du Commonwealth              | Glasgow     | 1er      | 4 × 400 m  | 3 min 0 s 46  |
| 2014 | Championnats d'Europe             | Zurich      | 1er      | 4 × 400 m  | 2 min 58 s 79 |
| 2014 | Coupe continentale                | Marrakech   | 2e       | 4 × 400 m  | 3 min 0 s 10  |
| 2015 | Relais mondiaux de l'IAAF         | Nassau      | 6e       | 4 × 400 m  | 3 min 1 s 51  |
| 2015 | Championnats d'Europe par équipes | Tcheboksary | 2e       | 4 x 400 m  | 3 min 0 s 54  |

### Records
| Épreuve    | Épreuve      | Performance | Lieu       | Date            |
| ---------- | ------------ | ----------- | ---------- | --------------- |
| 400 mètres | En plein air | 45 s 08     | Genève     | 2 juin 2012     |
| 400 mètres | En salle     | 46 s 20     | Birmingham | 18 février 2012 |